# Peramus
Peramus é um gênero extinto de mamífero cladotério. Viveu no Jurássico Superior e no Cretáceo Inferior da Europa e do norte da África.

## Espécies
Existem três espécies extintas conhecidas no gênero:
- Peramus dubius formação Lulworth [en], Reino Unido, Berriasiano
- Peramus minor formação Lulworth, Reino Unido, Berriasiano
- Peramus tenuirostris formação Lulworth, Reino Unido, Berriasiano

Além disso, restos indeterminados são conhecidos da formação Ksar Metlili [en] de Marrocos, datando do Tithoniano-Berriasiano, e do leito fóssil de Angeac-Charente [en] na França, datando do Berriasiano.

## Filogenia
Peramus é geralmente considerado um cladotério avançado. Na análise realizada por Panciroli e colegas (2018), Peramus foi recuperado dentro de um clado que também incluía Palaeoxonodon [en] e Amphitherium [en], como membros derivados de Cladotheria. Peramus, Palaeoxonodon e Amphitherium foram unidos pelas características compartilhadas de "convergência do sulco de Meckel com a borda ventral da mandíbula; e possuir dentes pós-caninos de raízes abertas", mas a colocação de Peramus como um cladotério mais avançado não pode ser descartada. Em uma análise de 2018 por Bi e colegas, Peramus foi recuperado em um clado com Palaeoxonodon e Nanolestes [en], também como cladotérios avançados. Em um estudo de 2022 sobre as relações dos cladotérios, foi recuperado como um membro de Zatheria, mais próximo de Theria do que Palaeoxonodon e Nanolestes.